# Antonio Capecchi
Antonio Capecchi (fl. XX secolo) è stato un pesista, giavellottista e martellista italiano, due volte campione italiano del lancio del giavellotto. Nel corso della sua carriera vestì quattro volte la maglia della nazionale italiana in competizioni internazionali, dal 1926 al 1929.

## Progressione

### Getto del peso
| Stagione | Misura  | Luogo    | Data      | Rank. Ita. |
| -------- | ------- | -------- | --------- | ---------- |
| 1930     | 12,61 m | Bologna  | 22-6-1930 | 7º         |
| 1929     | 12,40 m | Bologna  | 14-7-1929 | 6º         |
| 1928     | 12,45 m | Bologna  | 20-5-1928 | 4º         |
| 1927     | 12,65 m | Firenze  | 21-8-1927 | 3º         |
| 1926     | 11,77 m | Cagliari | 29-5-1926 | –          |
| 1925     | 11,34 m | Bologna  | 28-6-1925 | 18º        |
| 1924     | 11,42 m | Forlì    | 18-5-1924 | 11º        |

### Lancio del martello
| Stagione | Misura  | Luogo   | Data      | Rank. Ita. |
| -------- | ------- | ------- | --------- | ---------- |
| 1928     | 28,80 m | Firenze | 29-4-1928 | 14º        |
| 1927     | 28,38 m | Faenza  | 26-6-1927 | 16º        |
| 1925     | 26,15 m | Firenze | 3-5-1925  | 12º        |
| 1923     | 29,81 m | Firenze | 13-5-1923 | 9º         |

### Lancio del giavellotto
| Stagione | Misura  | Luogo   | Data      | Rank. Ita. |
| -------- | ------- | ------- | --------- | ---------- |
| 1928     | 53,39 m | Bologna | 20-5-1928 | 5º         |
| 1927     | 55,76 m | Brno    | 4-9-1927  | 2º         |
| 1926     | 53,30 m | Napoli  | 13-6-1926 | 3º         |
| 1925     | 47,09 m | Bologna | 29-6-1925 | 8º         |

## Campionati nazionali
- 2 volte campione italiano assoluto del lancio del giavellotto (1926, 1927)[3]

1926
- Oro ai campionati italiani assoluti, lancio del giavellotto - 53,30 m

1927
- Oro ai campionati italiani assoluti, lancio del giavellotto - 55,58 m